# Maria Wnęk
Maria Wnęk (* 16. Juni 1922 in Olszanka bei Nowy Sącz; † 12. April 2005 ebenda) war eine der bekanntesten polnischen Künstlerinnen der Art brut.

## Leben
Maria Wnęk wurde am 16. Juni 1922 in eine arme, kinderreiche Familie in Olszanka bei Nowy Sącz geboren. Sie war die einzige von acht Geschwistern, die überlebte. Wnęk war ein ruhiges Mädchen, zurückhaltend und fand nur wenig Kontakt zu anderen Menschen in der Dorfgemeinschaft. Die Grundschule besuchte sie nur vier Jahre und schloss ihre Schulbildung erst 1969 in einer Sonderschule für Erwachsene in Nowy Sącz ab.
Als Teenagerin arbeitete sie als Köchin in einer Militärkaserne. Danach hatte sie viele Jobs. Sie arbeitete für ein Molkereiunternehmen in einem Bürojob, auch hatte sie Arbeit in der städtischen Renovierungs- und Baufirma, einem Hotel, einem Postamt und arbeitete an der Regulierung des Flusses Dunajec. Dort hatte sie im Jahr 1960 einen Unfall, konnte nicht mehr arbeiten und war gezwungen mit einer Invalidenrente in den Ruhestand zu gehen.
Maria Wnęk wechselte oft ihren Wohnort. Zunächst lebte sie im Haus der Familie in Olszanka. Nach einem Brand im Haus zog sie nach Nowy Sącz, wo sie 1971 ihre erste Wohnung beziehen konnte. Diese verlor sie nach 5 Jahren, ihre Vorstellung einer 4-Zimmer-Wohnung mit Küche, Atelier, Gästezimmer, Schlafzimmer und Wartezimmer für Besucher, sowie der Nähe zur Pfarrkirche konnte sie sich nicht erfüllen, so lebte sie praktisch draußen, übernachtete am Bahnhof und in der Kirche. Von 1981 bis 1982 war sie in einer psychiatrischen Klinik. 1981 wurde sie vom Woiwodschaftsgericht in Nowy Sącz entmündigt. In der Klinik wurde bei ihr Schizophrenie diagnostiziert.
Maria Wnęk starb am 12. April 2005 in ihrer Heimatstadt Olszanka.

## Werk
Sie begann in einem kommunalen Kulturzentrum im Alter von 40 Jahren sich künstlerisch zu betätigen. Als gläubige Frau, sie hatte im Alter von sechzehn Jahren bereits ein Keuschheitsgelübde abgelegt, wurde die Religion zur Quelle ihrer Kunst. Viele der von ihr gemalten Figuren stammen aus der Bibel und den Geschichten des Christentums. Sie zeichnete die Jungfrau Maria, Christus und viele Heilige, die sie künstlerisch frei darstellte. Oft begleiten diese Werke ein erläuternder Text, meist auf der Rückseite. Dort hielt sie ihre Sicht auf die Welt und ihre moralischen Vorstellungen fest. Mit ihrem Werk wollte sie die Menschheit vor der grassierenden moralischen Korruption und einer Reihe drohender Gefahren warnen.
Ihr Werk befindet sich unter anderem in der Collection de l’Art Brut, Lausanne, dem American Visionary Art Museum in Baltimore und dem Art et Marges Musée in Mouscron in Brüssel. Sie zählt zu den herausragendsten Vertreterinnen der Art brut in Polen.